# Licania roraimensis
Licania roraimensis là một loài thực vật có hoa trong họ Cám. Loài này được Standl. mô tả khoa học đầu tiên năm 1940.